# Марти Роббинс
Ма́рти Ро́ббинс (англ. Marty Robbins; настоящее имя Ма́ртин Дэ́вид Ро́бинсон; 26 сентября 1925 — 8 декабря 1982) — американский певец и киноактёр, получивший признание и популярность в качестве исполнителя кантри-энд-вестерна (направления кантри, в котором доминировали сюжеты из жизни Дикого Запада).

## Биография
Марти Роббинс родился в городе Глендейл, что недалеко от Финикса (штат Аризона). Он был выходцем из бедной многодетной семьи, положение которой усугублялось нищетой Великой депрессии и алкоголизмом отца, который перебивался случайными заработками, чтобы прокормить семью из 10 детей. Позднее Роббинс вспоминал, что одним из его самых тёплых воспоминаний о детстве были истории Дикого Запада, которые ему рассказывал его дедушка Боб Хекл. В 1937 году семья распалась, и через два года, когда началась Вторая мировая война, Роббинс в возрасте 17 лет был отправлен служить в составе Военно-морских сил США на Тихоокеанский фронт на Соломоновы острова. На войне Роббинс был рулевым самоходной танко-десантной баржи LCT. Во время службы Роббинс научился играть на гитаре, начал писать песни и проникся любовью к гавайской музыке.
Демобилизовавшись в 1945 году, он устроился работать на радиостанцию KTYL, где у него была своя передача, а затем на местное телевидение Финикса KPHO-TV, где его и заметили. Появившийся в передаче Роббинса в качестве гостя Литтл Джимми Диккенс помог ему заключить контракт со звукозаписывающей компанией Columbia Records. Роббинс стал широко знаменит после выступлений в радиопередаче Grand Ole Opry в Нашвилле (штат Теннесси).
Роббинс имел почётную учёную степень, присвоенную Университетом Северной Аризоны.
27 сентября 1948 года Марти женился на Маризоне Болдуин (1930—2001), которой он посвятил песню «Моя Женщина, Моя Женщина, Моя Жена». Они имели двух детей, сына Ронни (родился в 1949) и дочь Джанет (родилась в 1959), которая также стала певицей.
В 1982 году Роббинс сыграл роль музыканта в фильме с Клинтом Иствудом «Человек из притона» (англ. Honkytonk Man). Марти Роббинс не дожил несколько недель до премьеры фильма. Он умер в результате осложнения после операции на сердце. Он был предан земле в Мемориальном парке Woodlawn в Нашвилле. Город Эль-Пасо в штате Техас назвал в его честь парк и региональный центр возле него.

## Участие в автогонках
В дополнение к музыкальным талантам Роббинс был большим любителем гонок и участвовал в автомобильных гонках на кубок Уинстона «NASCAR». Он принимал участие в 35 гонках, в 10 из которых вошёл в призовую «шестёрку», включая в 1973 году — Daytona 500. В 1967 году Роббинс сыграл себя в фильме 1967 года об автомобильных гонках «Ад на Колесах» (англ. Hell on Wheels). Роббинс был неравнодушен к автомобилям марки «Dodge»: «Dodge Charger» и, начиная с 1978 года, «Dodge Magnum». Последний раз он участвовал в гонке — гран-при Emory Healthcare 500 — на автомобиле «Buick Regal» 7 ноября 1982 года (за месяц до смерти). В 1983 году «NASCAR» в память Роббинса назвала ежегодную гонку в Нашвилле «Marty Robbins 420».

## Музыкальная карьера
Профессиональная музыкальная карьера Роббинса началась в 1951 году. На протяжении 50-х годов Роббинс выпускал музыку различных стилей в жанре кантри, в том числе и рокабилли. В 1957 году его сингл «Белое спортивное пальто и розовая гвоздика» (англ. A White Sport Coat and a Pink Carnation) был распродан в количестве более чем один миллион копий и получил статус «Золотого». В 1959 году вышел сингл «El Paso» (названный так в честь города в Техасе), получивший награду «Грэмми» (впервые вручённая за кантри-композицию) и ставшая с тех пор визитной карточкой певца. Именно тогда Роббинс переключился полностью на кантри-энд-вестерн и выпустил десятки альбомов в этом стиле, эпически описывая жизнь ковбоев и драмы любви.
В 1961 году сингл «Don’t Worry» достиг 3-й позиции в чартах. Песня «El Paso» получила два продолжения: «Feleena» и «El Paso City», которые продолжили историю, спетую в оригинальной песне. Также в 1961 году Роббинс написал слова и музыку, а также записал песню-балладу «I Told the Brook» баллада, позже спетую Билли Торпом.
Из других наград, помимо полученной премии «Грэмми», его сингл «My Woman, My Woman, My Wife» в 1970 году был номинирован на эту же премию в номинации «Лучшей музыки в стиле кантри». По версии Академии музыки кантри Роббинс назван лучшим исполнителем кантри десятилетия (1960—1969). Его имя было занесено в Зал славы кантри в 1982 году.

## Политическая позиция
Роббинс последовательно занимал правые политические позиции. Его песня «Ain’t I right» с критикой коммунизма является одной из популярных мелодий среди современных американских правых.